# ود راوة
ود راوة هي مدينة في السودان تقع على الضفة الشرقية للنيل الأزرق في ولاية الجزيرة، وتبعد حوالي 80 كم من مدينة الخرطوم. يبلغ عدد السكان حوالي 100 ألف نسمة.[بحاجة لمصدر]
ينتمي معظم السكان إلى قبيلة البديرية والمغاربة  والشوايقة والعبدلاب والجعليين والدناقلة وقبائل الرفاعية.[بحاجة لمصدر]

## الأحياء
- الحي الشمالي.[2]
- الحي الجنوبي
- الحي الشرقي
- الحي الغربي
- حي الإمتداد
- الحي وسط 1
- الحي وسط 2
- حي الإنقاذ

## الخدمات المدنية

### التعليم
بها ثماني مدارس للتعليم الأساسي، وأربع مدارس للتعليم الثانوي، وبها فرع لجامعة السودان المفتوحة. بها عدد من الخلاوى اشهرها واكبرها خلوة ود الإحيمر.

### الصحة
يوجد في المدينة مستشفى ودراوة ويوجد به كل الأقسام والتخصصات. 